# Лицей НИУ ВШЭ
Лицей НИУ ВШЭ — образовательное учреждение в Москве при Национальном исследовательском университете «Высшая школа экономики». Основан в 2013 году. В 2017 году лицей занял первое место в официальном рейтинге лучших школ Москвы.

## История
Лицей был создан в 2013 году национальным исследовательским университетом «Высшая школа экономики». Он стал первым образовательным учреждением Москвы, работающим согласно новому федеральному государственному образовательному стандарту старшей школы. Лицей первоначально разместился в здании школы № 310 (Большой Харитоньевский переулок, дом 4). В первый учебный год в лицей приняли 58 десятиклассников. В 2014 году Лицей открыл свои двери ещё для 380 десятиклассников.
Лицей предназначен для обучения 8-11-классников и подготовке их к поступлению в вуз. Обучение бесплатное, набор учеников осуществляется на конкурсной основе. Обучение в лицее ведут преподаватели Высшей школы экономики с использованием специальных программ.
На сегодняшний день в старших классах обучение проходит по 9 направлениям — «Востоковедение», «Гуманитарные науки», «Дизайн», «Естественные науки и психология», «Информатика, инженерия и математика», «Математика и физика», «Экономика и математика», «Экономика и социальные науки» и «Юриспруденция». На каждом направлении есть обязательные предметы, делящиеся на изучаемые углубленно или базово (иногда есть возможность выбрать уровень обучения), а также элективная часть, где ученик должен выбрать какой-либо предмет (реже 2 предмета) из нескольких. Раз в неделю, в четверг, занятия проходят в формате «факультетского дня». Лицеисты приходят на учёбу в «большую Вышку» и изучают в течение 2,5 — 3 пар предметы, связанные с какой-либо образовательной программой Высшей школы экономики.
Восьмой и девятый класс считается отдельным направлением «Футуритет» и имеет 3 специализации — «Универсальная» с равномерным изучением всех предметов и возможностью выбора одного-двух элективов, «Математика и физика», отличающийся от основной специализации более углубленным изучением алгебры, геометрии, информатики, физики, особой программой по биологии, наличием в программе математического анализа и менее углубленным изучением обществознания и, добавленная  в 2023 году  специализация "Естественные науки"с сильным уклоном в биологию, химию и другие предметы естественного цикла. 
В лицее нет классов в традиционном смысле. Учащиеся разбиваются на группы численностью 6-20 человек в зависимости от выбранных ими предметов. В 2014 году было решено открыть Распределённый лицей НИУ ВШЭ на базе лучших школ Москвы. В них появились лицейские классы.

## Корпуса
- Большой Харитоньевский переулок, дом 4
- улица Солянка, дом 14А, строение 1 (направления: «Математика, информатика и инженерия», «Естественные науки и психология», «Математика и физика»)
- Лялин переулок, дом 3А (направления: 8 и 9-е классы «Футуритет»)
- 3-й Колобовский переулок, дом 8, строение 2 («Экономика и социальные науки» и «Экономика и математика»)
- Трифоновская улица, д.57, стр.2 («Востоковедение», «Гуманитарные науки», «Юриспруденция» и «Дизайн»)
- Распределённый лицей НИУ ВШЭ (объединение школ с лицейскими классами)

## Положение в рейтингах
Лицей занимает высокие места в рейтингах лучших школ Москвы, составленных департаментом образования по результатам образовательной деятельности:
| Год   | 2014 | 2015 | 2016 | 2017 | 2018 | 2019             | 2020             | 2021             | 2022                                |
| ----- | ---- | ---- | ---- | ---- | ---- | ---------------- | ---------------- | ---------------- | ----------------------------------- |
| Место | —    | 23   | 2    | 1    | 2    | Топ-20 г. Москвы | Топ-20 г. Москвы | Топ-20 г. Москвы | Топ-20 Москвы, грант мэра 1 степени |

Помимо этого, Лицей занимает первое место по количеству выпускников, поступивших в ведущие вузы страны, 6-е место среди школ России социально-экономического профиля, 11-е место среди школ России социально-гуманитарного профиля и 5-е место по количеству победителей Всероссийской олимпиады школьников.

## Руководство
В настоящее время директором Лицея НИУ ВШЭ является Валерий Пазынин. Бывший директор лицея — Дмитрий Фишбейн, кандидат педагогических наук (2007, диссертация «Влияние базовых представлений работников общего образования Российской Федерации на процесс управления изменениями в российском образовании»), по совместительству доцент Института образования НИУ ВШЭ, член учёного совета университета.  